# 208
Cette page concerne l'année 208  du calendrier julien. Pour l'année 208 av. J.-C., voir 208 av. J.-C. Pour le nombre 208, voir 208 (nombre). Pour la voiture, voir Peugeot 208.
L'année 208 est une année bissextile qui commence un vendredi.

## Événements
- Printemps : Septime Sévère quitte Rome avec sa femme Julia Domna et ses fils Caracalla et Géta pour une série de campagnes contre les Calédoniens et les Méates en Bretagne (fin en 211)[1].

- Août, Chine : Cao Cao marche vers le sud vers Jingzhou contre Liu Biao ; après la mort de ce dernier de maladie, son fils Liu Cong se rend facilement[2].
- Décembre, Chine : bataille de Jiangling sur le Yangzi Jiang  entre Liu Bei et Cao Cao, qui doit renoncer à conquérir la Chine du Sud[2].

- Mort de Vologèse V roi des Parthes. Ses fils Vologèse VI et Artaban V se disputent le trône ; le premier règne en Mésopotamie et le second dans l'Iran central[3].
- Ardachîr Ier, fils de Pabagh, petit-fils de Sassan, prend le titre royal à Stakhr en Perside (Fars)[4].

## Naissances en 208
- 14 septembre: Diaduménien, Empereur romain.
- 1er octobre : Sévère Alexandre, empereur romain.

## Décès en 208
- Vologèse V